# Johan Jonsson
Johan Karl Lennart Jonsson, född 11 februari 1983 i Mortorps församling i Kalmar län, är en svensk centerpartistisk politiker. Han är sedan 2018 kommunalråd i Emmaboda kommun. Jonsson och hans Centerpartiet bildar minoritetsstyre tillsammans med Moderata samlingspartiet, Bästa Alternativet och Kristdemokraterna som får 18 av 41 mandat i kommunfullmäktige.